# Drosophila tetradentata
Drosophila tetradentata este o specie de muște din genul Drosophila, familia Drosophilidae, descrisă de Singh și Gupta în anul 1981. Conform Catalogue of Life specia Drosophila tetradentata nu are subspecii cunoscute.